# Biskupice Widawskie

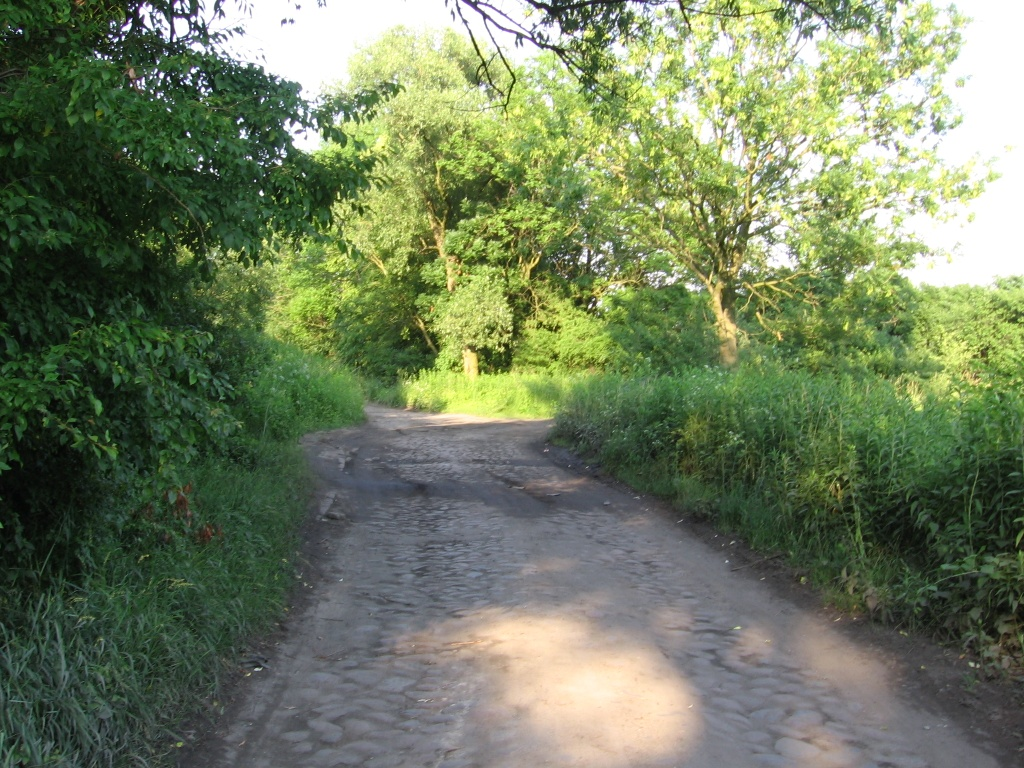
ulica Starodębowa (d.Dorfstraße), kiedyś główna ulica wsi: na wprost do Pawłowic, w prawo do Kłokoczyc

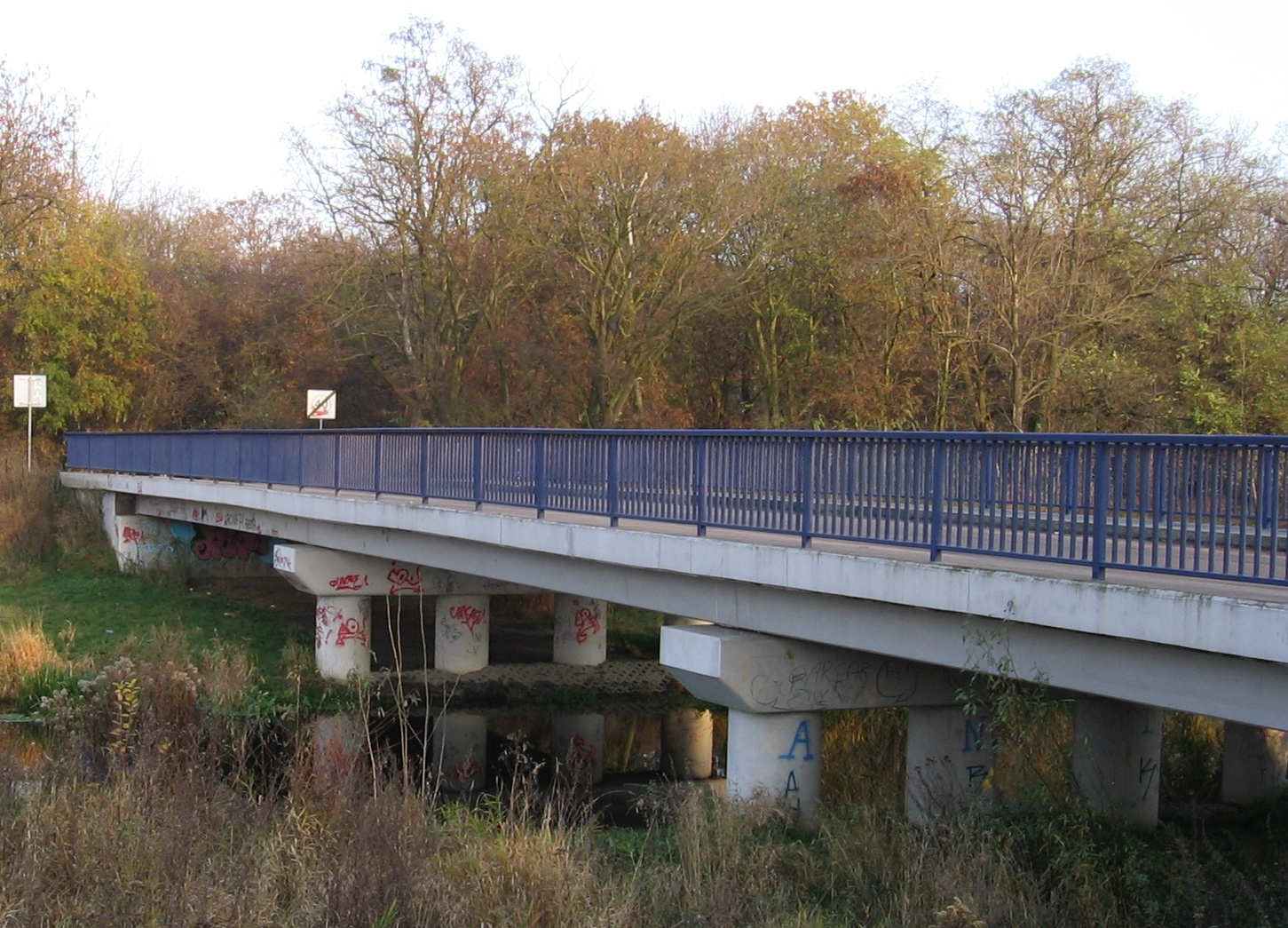
most Sołtysowicki: za mostem terytorium Biskupic

Biskupice Widawskie – teren niegdyś dużej wsi, dziś na terytorium Wrocławia, na północnym skraju miasta w dzielnicy Psie Pole. Graniczy z osiedlami Pawłowice, Kłokoczyce i Sołtysowice oraz z gminą Wisznia Mała.
Wzmiankowana w przeszłości jako Groß Bischwitz, Bischwitz lub Bischkowitz, pierwszy raz w 1155 jako Vidnavia Biscopitz. Własność wrocławskich biskupów (stąd nazwa) aż do sekularyzacji dóbr kościelnych w 1810, później własność prywatna. Według zapisków z roku 1830 znajdował się tu folwark z pałacem, szkoła i 48 domów, zamieszkanych przez 287 osób. W urzędowym spisie z 1937 zapisano:
Bischwitz, Rittergut mit Vorwerk Klein-Bischwitz, Breslau-Hundsfeld 3 km, Breslau-Burgweide 3 km. Amtsgericht Trebnitz, Standesamtbezirk Bischwitz, Fläche 483,3 ha. Familienbesitz (v. Schweinichen) seit 1907
tzn.
"Biskupice <Bischwitz>, własność rycerska z folwarkiem Małe Biskupice <Klein-Bischwitz>, 3 km od Psiego Pola <Hundsfeld>, 3 km od Sołtysowic <Burgweide>. Sąd grodzki w Trzebnicy, obszar urzędu stanu cywilnego Biskupice <Bischwitz>. Powierzchnia 483,3 ha. Własność rodzinna (von Schweinichen) od roku 1907."
14 lutego 1874 utworzono Amtsbezirk Bischwitz dystrykt - powiat Biskupice obejmujący wsie Biskupice Widawskie, Pawłowice, Ramiszów, Kłokoczyce i Pruszowice oraz majątki ziemskie w tych wsiach. Administratorem nowo utworzonego powiatu zostaje właścicieli nieruchomości, kapitan baron Seherr-Thoss Bisch
W czasie natarcia Armii Czerwonej na Festung Breslau budynki wsi Bischwitz zostały w znacznym stopniu uszkodzone. Wieś nie została odbudowana a materiały budowlane pozyskane z rozbiórki zasiliły składy budulca dla potrzeb odbudowy Warszawy, tutejsze drogi również popadły w ruinę – tylko na głównej niegdyś drodze wiodącej z Pawłowic przez Biskupice do mostu Sołtysowickiego nad Widawą zachowały się ślady przedwojennego bruku. Biskupice Widawskie przyłączone zostały do Wrocławia wraz z sąsiednimi osadami w 1973. Pola należące do wsi to dziś w znacznym stopniu zachwaszczone nieużytki i zarośla, częściowo tylko zajęte są przez ogródki działkowe i w ich granicach uprawiane.